# Toni Erdmann
Toni Erdmann és una pel·lícula alemanya de 2016 dirigida per la cineasta Maren Ade. Es tracta d'una comèdia dramàtica familiar. Fou estrenada a la 69 edició del Festival de Cinema de Canes. Entre el seu extens palmarès destaca el Premi a la millor pel·lícula europea i una nominació a la millor pel·lícula de parla no anglesa als premis Oscar.
La pel·lícula es va subtitular en català.

## Argument
Winfried Conradi és un professor de música jubilat de 68 anys amb un sentit de l'humor molt peculiar. Quan el seu gos es mor decideix visitar la seva filla Ines, que viu a Bucarest fent carrera com a assessora empresarial de Morrison.
A l'arribar a Bucarest, Winfried s'adona que la seva filla està permanent ocupada amb la feina. Actualment està preparant un estudi que li ha encarregat l'empresa del Sr. Henneberg. Ines invita el seu pare a acompanyar-la a una recepció amb el Sr. Henneberg, fet que lamenta de seguida en veure que Winfriend comença a fer gala del seu absurd humor, del qual se'n sent profundament avergonyida. No obstant el Sr. Henneberg troba el seu pare molt divertit i els invita a acompanyar-lo després a un club.
Dies més tard, Ines creu haver-se desempallegat de la incòmoda visita del seu pare i es reuneix amb dues amigues en un restaurant. Quant estava criticant al seu pare, aquest apareix inesperadament plantant-se a la taula de les tres amigues. Winfried, que es presenta com a Toni Erdmann, va disfressat amb una perruca i dentadura postissa. En els dies següents, les aparicions de Winfried es repeteixen, sempre disfressat i presumint d'un perfil professional fictici. Així, Winfrid va ficant el nas a la vida professional de la seva filla, fent-se passar per coach o amic de l'ambaixador de Romania. Ines, permanentment estressada pel treball i gairebé sense vida privada, està farta de les sistemàtiques intromissions del seu pare, al qual no es pot treure de sobre.
Un cap de setmana, a títol de teambuilding, Ines organitza un brunch a casa seva pels companys del treball. Quan el bufet està preparat, Ines decideix espontàniament despullar-se i rebre nua els invitats, als quals també obliga a despullar-se com a part del teambuilding. Molt dels companys de feina troben de molt mal gust la idea i marxen indignats cap a casa, però el seu director, l'assistenta i alguns companys més accepten quedar-se. De cop, el seu pare també fa acte de presència a la festa, aquest cop disfressat amb un vestit de Kukeri, al qual els invitats prenen com un dinamitzador de la festa.
Temps més tard, Ines i el seu pare coincideixen a l'enterrament de la mare de Winfried. Mentrestant, Ines ha abandonat Bucarest i treballa ara a Singapur. Pare i filla filosofen sobre la vida i Winfred confessa que no ha pogut guardar els moments més importants de la seva vida. Ines pren aleshores la dentadura del seu pare, posant-se també un barret de la seva àvia, fet que li dona una imatge grotesca. Winfred, no vol que se li escapi aquesta escena i corre a prendre una càmera de fotografia per immortalitzar el moment.